# Ormars systematik
- Familj: Acrochordidae - Bonaparte, 1831—Vårtormar
  -     - släkte: Acrochordus - Hornstedt, 1787
- Familj: Aniliidae - Stejneger, 1907—Falsk korallorm
  -     - släkte: Anilius - Oken, 1816
- Familj: Anomochilidae - Cundall, Wallach & Rossman, 1993—Korallcylinderormar
  -     - släkte: Anomochilus - Berg, 1901
- Familj: Atractaspididae - Günther, 1858—Stilettormar
  -     - släkte: Amblyodipsas - Peters, 1857—Purpurglanssnokar
    - släkte: Aparallactus - A. Smith, 1849—Tusenfotingssnokar
    - släkte: Atractaspis - A. Smith, 1849—Jordhuggormar
    - släkte: Brachyophis - Mocquard, 1888
    - släkte: Chilorhinophis - Werner, 1907—Svartgula jordhuggormar
    - släkte: Elapotinus - Jan, 1862
    - släkte: Hypoptophis - Boulenger, 1896
    - släkte: Macrelaps - Boulenger, 1896
    - släkte: Micrelaps - Boettger, 1880 — (Engelska: Two-headed snakes)
    - släkte: Poecilopholis - Boulenger, 1903
    - släkte: Polemon - Jan, 1858
    - släkte: Xenocalamus - Günther, 1868
- Familj: Boidae - Gray, 1825
  - Underfamilj: Boinae - Gray, 1825
    - släkte: Boa - Linnaeus, 1758
    - släkte: Candoia - Gray, 1842
    - släkte: Corallus - Daudin, 1803
    - släkte: Epicrates - Wagler, 1830
    - släkte: Eunectes - Wagler, 1830

  - Underfamilj: Erycinae - Bonaparte, 1831
    - släkte: Charina - Gray, 1849
    - släkte: Eryx - Daudin, 1803
    - släkte: Gongylophis - Wagler, 1830
- Familj: Bolyeriidae - Hoffstetter, 1946
  -     - släkte: Bolyeria - Gray, 1842
    - släkte: Casarea - Gray, 1842
- Familj: Colubridae - Oppel, 1811
  -     - släkte: Blythia - Theobold, 1868
    - släkte: Cercaspis
    - släkte: Cyclocorus
    - släkte: Elapoidis - F. Boie, 1827
    - släkte: Gongylosoma
    - släkte: Haplocercus - Günther, 1858
    - släkte: Helophis
    - släkte: Myersophis
    - släkte: Oreocalamus
    - släkte: Poecilopholis
    - släkte: Rhabdops - Boulenger, 1893
    - släkte: Tetralepis - Boettger, 1892
    - släkte: Thermophis
    - släkte: Trachischium - Günther, 1853

  - Underfamilj: Xenodermatinae
    - släkte: Achalinus
    - släkte: Fimbrios
    - släkte: Oxyrhabdium - Boulenger, 1893
    - släkte: Stoliczkaia
    - släkte: Xenodermus
    - släkte: Xylophis - Beddome, 1878
    - släkte: Pareatinae
    - släkte: Aplopeltura
    - släkte: Asthenodipsas
    - släkte: Pareas
    - släkte: Calamariinae
    - släkte: Calamaria
    - släkte: Calamorhabdium
    - släkte: Collorhabdium
    - släkte: Etheridgeum
    - släkte: Macrocalamus
    - släkte: Pseudorabdion
    - släkte: Rabdion

  - Underfamilj: Homalopsinae
    - släkte: Bitia - Gray, 1842
    - släkte: Cantoria - Girard, 1857
    - släkte: Cerberus - Cuvier, 1829
    - släkte: Enhydris - Sonnini & Latreille, 1802
    - släkte: Erpeton - Lacépède, 1800
    - släkte: Fordonia - Gray, 1837
    - släkte: Gerarda - Gray, 1849
    - släkte: Heurnia - Jong, 1926
    - släkte: Homalopsis - Kuhl & Hasselt, 1822
    - släkte: Myron - Gray, 1849

  - Underfamilj: Homalopsinae - incertae sedis
    - släkte: Brachyorrhos - Kuhl, 1826

  - Underfamilj: Boodontinae
    - släkte: Bothrolycus
    - släkte: Bothrophthalmus
    - släkte: Chamaelycus
    - släkte: Dendrolycus
    - släkte: Dipsina
    - släkte: Dromophis
    - släkte: Gonionotophis
    - släkte: Grayia
    - släkte: Hormonotus
    - släkte: Lamprophis
    - släkte: Lycodonomorphus
    - släkte: Lycophidion
    - släkte: Macroprotodon
    - släkte: Mehelya
    - släkte: Pseudaspis
    - släkte: Pseudoboodon
    - släkte: Pythonodipsas
    - släkte: Scaphiophis

  - Underfamilj: Boodontinae - incertae sedis
    - släkte: Buhoma
    - släkte: Duberria
    - släkte: Montaspis

  - Underfamilj: Pseudoxyrhophiinae
    - släkte: Alluaudina
    - släkte: Compsophis
    - släkte: Ditypophis
    - släkte: Dromicodryas
    - släkte: Exallodontophis
    - släkte: Geodipsas
    - släkte: Heteroliodon
    - släkte: Ithycyphus
    - släkte: Langaha
    - släkte: Leioheterodon
    - släkte: Liophidium
    - släkte: Liopholidophis
    - släkte: Lycodryas
    - släkte: Madagascarophis
    - släkte: Micropisthodon
    - släkte: Pararhadinaea
    - släkte: Brygophis
    - släkte: Pseudoxyrhopus
    - släkte: Stenophis

  - Underfamilj: Colubrinae
    - släkte: Aeluroglena
    - släkte: Ahaetulla
    - släkte: Argyrogena
    - släkte: Arizona - Kennicott In Baird, 1859
    - släkte: Bogertophis - Dowling & Price, 1988
    - släkte: Boiga - Fitzinger, 1826
    - släkte: Cemophora - Cope, 1860
    - släkte: Chilomeniscus - Cope, 1860
    - släkte: Chionactis - Cope, 1860
    - släkte: Chironius
    - släkte: Chrysopelea
    - släkte: Coluber - Linnaeus, 1758
    - släkte: Conopsis - Günther, 1858
    - släkte: Coronella
    - släkte: Crotaphopeltis
    - släkte: Cryptophidion
    - släkte: Cyclophiops
    - släkte: Dasypeltis
    - släkte: Dendrelaphis - Boulenger, 1890
    - släkte: Dendrophidion - Fitzinger, 1843
    - släkte: Dinodon
    - släkte: Dipsadoboa
    - släkte: Dispholidus
    - släkte: Dolichophis
    - släkte: Dryadophis - Stuart, 1938
    - släkte: Drymarchon - Fitzinger, 1843
    - släkte: Drymobius - Fitzinger, 1843
    - släkte: Drymoluber
    - släkte: Dryocalamus
    - släkte: Dryophiops
    - släkte: Eirenis
    - släkte: Elachistodon
    - släkte: Elaphe - Fitzinger In Wagler, 1833
    - släkte: Ficimia - Gray, 1849
    - släkte: Gastropyxis
    - släkte: Geagras - Cope, 1876
    - släkte: Gonyophis
    - släkte: Gonyosoma
    - släkte: Gyalopion - Cope, 1860
    - släkte: Hapsidophrys
    - släkte: Hemerophis
    - släkte: Hemorrhois
    - släkte: Hierophis
    - släkte: Lampropeltis - Fitzinger, 1843
    - släkte: Leptodrymus
    - släkte: Leptophis - Bell, 1825
    - släkte: Lepturophis
    - släkte: Liopeltis
    - släkte: Lycodon Boie, 1826
    - släkte: Lycognathophis - Boulenger, 1893
    - släkte: Lytorhynchus
    - släkte: Masticophis - Baird & Girard, 1853
    - släkte: Mastigodryas - Amaral, 1935
    - släkte: Meizodon
    - släkte: Oligodon
    - släkte: Opheodrys - Fitzinger, 1843
    - släkte: Oxybelis - Wagler, 1830
    - släkte: Philothamnus
    - släkte: Phyllorhynchus - Stejneger, 1890
    - släkte: Pituophis - Holbrook, 1842
    - släkte: Platyceps
    - släkte: Prosymna
    - släkte: Pseudocyclophis
    - släkte: Pseudoficimia - Bocourt, 1883
    - släkte: Pseustes - Fitzinger, 1843
    - släkte: Ptyas
    - släkte: Rhamnophis
    - släkte: Rhinobothryum - Wagler, 1830
    - släkte: Rhinocheilus - Baird & Girard, 1853
    - släkte: Rhynchocalamus
    - släkte: Rhynchophis
    - släkte: Salvadora - Baird & Girard, 1853
    - släkte: Scaphiodontophis - Taylor & Smith, 1943
    - släkte: Scolecophis
    - släkte: Senticolis - Dowling & Fries, 1987
    - släkte: Sibynophis
    - släkte: Simophis - Peters, 1860
    - släkte: Sonora - Baird & Girard, 1853
    - släkte: Spalerosophis
    - släkte: Spilotes - Wagler, 1830
    - släkte: Stegonotus
    - släkte: Stenorrhina - Duméril, 1853
    - släkte: Stilosoma - Brown, 1890
    - släkte: Symphimus - Cope, 1870
    - släkte: Sympholis - Cope, 1862
    - släkte: Tantilla - Baird & Girard, 1853
    - släkte: Tantillita - Smith, 1941
    - släkte: Telescopus
    - släkte: Thelotornis
    - släkte: Thrasops
    - släkte: Trimorphodon - Cope, 1861
    - släkte: Xenelaphis
    - släkte: Xyelodontophis

  - Underfamilj: Psammophiinae
    - släkte: Hemirhagerrhis
    - släkte: Malpolon
    - släkte: Mimophis
    - släkte: Psammophis
    - släkte: Psammophylax
    - släkte: Rhamphiophis

  - Underfamilj: Natricinae
    - släkte: Adelophis - Dugès, 1879
    - släkte: Afronatrix - Rossman & Eberle, 1977
    - släkte: Amphiesma - Duméril, Bibron & Duméril, 1854
    - släkte: Amphiesmoides - Malnate, 1961
    - släkte: Anoplohydrus - Werner, 1909
    - släkte: Aspidura - Wagler, 1830
    - släkte: Atretium - Cope, 1861
    - släkte: Balanophis - H.M. Smith, 1938
    - släkte: Clonophis - Cope, 1889
    - släkte: Hologerrhum
    - släkte: Hydrablabes
    - släkte: Hydraethiops - Günther, 1872
    - släkte: Iguanognathus - Boulenger, 1898
    - släkte: Macropisthodon - Boulenger, 1893
    - släkte: Natrix - Laurenti, 1768
    - släkte: Nerodia - Baird & Girard, 1853
    - släkte: Opisthotropis - Günther, 1872
    - släkte: Parahelicops
    - släkte: Pararhabdophis - Bourret, 1934
    - släkte: Regina - Baird & Girard, 1853
    - släkte: Rhabdophis - Fitzinger, 1843
    - släkte: Seminatrix - Cope, 1895
    - släkte: Sinonatrix - Rossman and Eberle, 1977
    - släkte: Storeria - Baird & Girard, 1853
    - släkte: Thamnophis - Fitzinger, 1843
    - släkte: Tropidoclonion - Cope, 1860
    - släkte: Tropidonophis - Jan, 1863
    - släkte: Virginia - Baird & Girard, 1853

  - Underfamilj: Natricinae - incertae sedis
    - släkte: Amplorhinus
    - släkte: Limnophis - Günther, 1865
    - släkte: Natriciteres - Loveridge, 1953
    - släkte: Psammodynastes
    - släkte: Xenochrophis - Günther, 1864

  - Underfamilj: Pseudoxenodontinae
    - släkte: Plagiopholis
    - släkte: Pseudoxenodon

  - Underfamilj: Dipsadinae
    - släkte: Adelphicos - Jan, 1862
    - släkte: Amastridium - Cope, 1861
    - släkte: Atractus - Wagler, 1828
    - släkte: Chersodromus - Reinhardt, 1860
    - släkte: Coniophanes - Hallowell In Cope, 1860
    - släkte: Cryophis - Bogert & Duellman, 1963
    - släkte: Dipsas - Laurenti, 1768
    - släkte: Eridiphas - Leviton & Tanner, 1960
    - släkte: Geophis - Wagler, 1830
    - släkte: Hypsiglena - Cope, 1860
    - släkte: Imantodes - Duméril, 1853
    - släkte: Leptodeira - Fitzinger, 1843
    - släkte: Ninia - Baird & Girard, 1853
    - släkte: Pliocercus
    - släkte: Pseudoleptodeira - Taylor, 1939
    - släkte: Rhadinaea - Cope, 1863
    - släkte: Sibon - Fitzinger, 1826
    - släkte: Sibynomorphus - Fitzinger, 1843
    - släkte: Tretanorhinus - Duméril, Bibron & Duméril, 1854
    - släkte: Trimetopon - Cope, 1885
    - släkte: Tropidodipsas
    - släkte: Urotheca - Bibron, 1843

  - Underfamilj: Dipsadinae - incertae sedis
    - släkte: Carphophis - Gervais, 1843
    - släkte: Contia - Baird & Girard, 1853
    - släkte: Crisantophis - Villa, 1971
    - släkte: Diadophis - Baird & Girard, 1853
    - släkte: Diaphorolepis - Jan, 1863
    - släkte: Echinanthera - Cope, 1894
    - släkte: Emmochliophis - Fritts & Smith, 1969
    - släkte: Enuliophis
    - släkte: Enulius - Cope, 1871
    - släkte: Hydromorphus - Peters, 1859
    - släkte: Nothopsis - Cope, 1871
    - släkte: Rhadinophanes - Myers & Campbell, 1981
    - släkte: Synophis - Peracca, 1896
    - släkte: Taeniophallus
    - släkte: Tantalophis - Duellman, 1958
    - släkte: Xenopholis - Peters, 1866

  - Underfamilj: Xenodontinae
    - släkte: Alsophis - Fitzinger, 1843
    - släkte: Antillophis - Maglio, 1970
    - släkte: Apostolepis - Cope, 1862
    - släkte: Arrhyton - Günther, 1858
    - släkte: Boiruna
    - släkte: Clelia - Fitzinger, 1826
    - släkte: Conophis - Peters, 1860
    - släkte: Darlingtonia - Cochran, 1935
    - släkte: Ditaxodon - Hoge, 1958
    - släkte: Drepanoides - Dunn, 1928
    - släkte: Elapomorphus - Wiegmann, 1843
    - släkte: Erythrolamprus - Wagler, 1830
    - släkte: Farancia - Gray, 1842
    - släkte: Helicops - Wagler, 1830
    - släkte: Heterodon - Latreille In Sonnini & Latreille, 1801
    - släkte: Hydrodynastes - Fitzinger, 1843
    - släkte: Hydrops - Wagler, 1830
    - släkte: Hypsirhynchus - Günther, 1858
    - släkte: Ialtris - Cope, 1862
    - släkte: Liophis - Wagler, 1830
    - släkte: Lystrophis - Cope, 1885
    - släkte: Manolepis - Cope, 1885
    - släkte: Oxyrhopus - Wagler, 1830
    - släkte: Phalotris
    - släkte: Philodryas - Wagler, 1830
    - släkte: Phimophis - Cope, 1860
    - släkte: Pseudablabes - Boulenger, 1896
    - släkte: Pseudoboa - Schneider, 1801
    - släkte: Pseudoeryx - Fitzinger, 1826
    - släkte: Psomophis
    - släkte: Rhachidelus - Boulenger, 1908
    - släkte: Saphenophis - Myers, 1972
    - släkte: Siphlophis - Fitzinger, 1843
    - släkte: Tropidodryas - Fitzinger, 1843
    - släkte: Umbrivaga - Roze, 1964
    - släkte: Uromacer - Duméril, Bibron & Duméril, 1854
    - släkte: Uromacerina - Amaral, 1929
    - släkte: Waglerophis - Romano & Hoge, 1973
    - släkte: Xenodon - F. Boie, 1827
    - släkte: Xenoxybelis

  - Tribe: Tachymenini
    - släkte: Calamodontophis - Amaral, 1963
    - släkte: Gomesophis - Hoge & Mertens, 1959
    - släkte: Pseudotomodon - Koslowsky, 1896
    - släkte: Ptychophis - Gomes, 1915
    - släkte: Tachymenis - Wiegmann, 1835
    - släkte: Thamnodynastes - Wagler, 1830
    - släkte: Tomodon - Duméril & Bibron, 1853

  - Underfamilj: Xenodontinae - incertae sedis
    - släkte: Cercophis - Fitzinger, 1843
    - släkte: Lioheterophis - Amaral, 1935
    - släkte: Sordellina - Proctor, 1923
- Familj: Cylindrophiidae - Fitzinger, 1843
  -     - släkte: Cylindrophis - Wagler, 1828
- Familj: Elapidae - F. Boie, 1827
  -     - släkte: Acalyptophis - Boulenger, 1869
    - släkte: Acanthophis - Daudin, 1803
    - släkte: Aipysurus - Lacépède, 1804
    - släkte: Aspidelaps - Fitzinger, 1843
    - släkte: Aspidomorphus - Fitzinger, 1843
    - släkte: Astrotia - Fischer, 1855
    - släkte: Austrelaps - Worrell, 1963
    - släkte: Boulengerina - Dollo, 1886
    - släkte: Bungarus - Daudin, 1803
    - släkte: Cacophis - Günther, 1863
    - släkte: Calliophis - Gray, 1834
    - släkte: Demansia - Gray, 1842
    - släkte: Dendroaspis - Schlegel, 1848
    - släkte: Denisonia - Krefft, 1869
    - släkte: Drysdalia - Worrell, 1961
    - släkte: Echiopsis - Fitzinger, 1843
    - släkte: Elapognathus - Boulenger, 1896
    - släkte: Elapsoidea - Bocage, 1866
    - släkte: Emydocephalus - Krefft, 1869
    - släkte: Enhydrina - Gray, 1849
    - släkte: Ephalophis - M.A. Smith, 1931
    - släkte: Furina - Duméril, 1853
    - släkte: Hemachatus - Fleming, 1822
    - släkte: Hemiaspis - Fitzinger, 1861
    - släkte: Hemibungarus - Peters, 1862
    - släkte: Homoroselaps - Jan, 1858
    - släkte: Hoplocephalus - Wagler, 1830
    - släkte: Hydrelaps - Boulenger, 1896
    - släkte: Hydrophis - Latreille In Sonnini & Latreille, 1801
    - släkte: Kerilia - Gray, 1849
    - släkte: Kolpophis - M.A. Smith, 1926
    - släkte: Lapemis - Gray, 1835
    - släkte: Laticauda - Laurenti, 1768
    - släkte: Leptomicrurus - Schmidt, 1937
    - släkte: Loveridgelaps - McDowell, 1970
    - släkte: Micropechis - Boulenger, 1896
    - släkte: Micruroides - Schmidt, 1928
    - släkte: Micrurus - Wagler, 1824
    - släkte: Naja - Laurenti, 1768
    - släkte: Notechis - Boulenger, 1896
    - släkte: Ogmodon - Peters, 1864
    - släkte: Ophiophagus - Günther, 1864
    - släkte: Oxyuranus - Kinghorn, 1923
    - släkte: Parahydrophis - Burger & Natsuno, 1974
    - släkte: Paranaja - Loveridge, 1944
    - släkte: Parapistoclamus - Roux, 1934
    - släkte: Pelamis - Daudin, 1803
    - släkte: Praescutata - Wall, 1921
    - släkte: Pseudechis - Wagler, 1830
    - släkte: Pseudohaje - Günther, 1858
    - släkte: Pseudonaja - Günther, 1858
    - släkte: Rhinoplocephalus - Müller, 1885
    - släkte: Salomonelaps - McDowell, 1970
    - släkte: Simoselaps - Jan, 1859
    - släkte: Sinomicrurus - Slowinski et al., 2001
    - släkte: Suta - Worrell, 1961
    - släkte: Thalassophis - P. Schmidt, 1852
    - släkte: Toxicocalamus - Boulenger, 1896
    - släkte: Tropidechis - Günther, 1863
    - släkte: Vermicella - Gray In Günther, 1858
    - släkte: Walterinnesia - Lataste, 1887
- Familj: Loxocemidae - Cope, 1861 
  -     - släkte: Loxocemus - Cope, 1861
- Familj: Pythonidae - Fitzinger, 1826
  -     - släkte: Antaresia - Wells & Wellington, 1984
    - släkte: Apodora - Kluge, 1993
    - släkte: Aspidites - Peters, 1877
    - släkte: Bothrochilus - Fitzinger, 1843
    - släkte: Leiopython - Hubrecht, 1879
    - släkte: Liasis - Gray, 1842
    - släkte: Morelia - Gray, 1842
    - släkte: Python - Daudin, 1803
- Familj: Tropidophiidae - Brongersma, 1951
  -     - släkte: Exiliboa - Bogert, 1968
    - släkte: Trachyboa - Peters, 1860
    - släkte: Tropidophis - Bibron In Sagra, 1843
    - släkte: Ungaliophis - Müller, 1880
- Familj: Uropeltidae - Müller, 1832
  -     - släkte: Brachyophidium - Wall, 1921
    - släkte: Melanophidium - Günther, 1864
    - släkte: Platyplectrurus - Günther, 1868
    - släkte: Plectrurus - Duméril, 1851
    - släkte: Pseudotyphlops - Schlegel, 1839
    - släkte: Rhinophis - Hemprich, 1820
    - släkte: Teretrurus - Beddome, 1886
    - släkte: Uropeltis - Cuvier, 1829
- Familj: Viperidae - Oppel, 1811—Vipers
  - Underfamilj: Azemiopinae - Liem, Marx & Rabb, 1971 
    - släkte: Azemiops - Boulenger, 1888

  - Underfamilj: Causinae - Cope, 1859 
    - släkte: Causus - Wagler, 1830

  - Underfamilj: Crotalinae - Oppel, 1811
    - släkte: Agkistrodon - Palisot de Beauvois, 1799
    - släkte: Atropoides - Werman, 1992
    - släkte: Bothriechis - Peters, 1859
    - släkte: Bothriopsis - Peters, 1861
    - släkte: Bothrops - Wagler, 1824
    - släkte: Calloselasma - Cope, 1860
    - släkte: Cerrophidion - Campbell & Lamar, 1992
    - släkte: Crotalus - Linnaeus, 1758
    - släkte: Deinagkistrodon - Gloyd, 1979
    - släkte: Gloydius - Hoge & Romano-Hoge, 1981
    - släkte: Hypnale - Fitzinger, 1843
    - släkte: Lachesis
    - släkte: Ophryacus - Cope, 1887
    - släkte: Ovophis - Burger, 1981
    - släkte: Porthidium - Cope, 1871
    - släkte: Sistrurus - Garman, 1883
    - släkte: Trimeresurus - Lacépède, 1804
    - släkte: Tropidolaemus - Wagler, 1830

  - Underfamilj: Viperinae - Oppel, 1811
    - släkte: Adenorhinos - Marx & Rabb, 1965
    - släkte: Atheris - Cope, 1862
    - släkte: Bitis - Gray, 1842
    - släkte: Cerastes - Laurenti, 1768
    - släkte: Daboia - Gray, 1842
    - släkte: Echis - Merrem, 1820
    - släkte: Eristicophis - Alcock & Finn, 1897
    - släkte: Macrovipera - Reuss, 1927
    - släkte: Montatheris - Broadley, 1996
    - släkte: Proatheris - Broadley, 1996
    - släkte: Pseudocerastes - Boulenger, 1896
    - släkte: Vipera - Laurenti, 1768
- Familj: Xenopeltidae - Bonaparte, 1845
  -     - släkte: Xenopeltis - Reinwardt, 1827

Systematik der Schlangen